# کارکس آلبونیگرا
کارکس آلبونیگرا (نام علمی: Carex albonigra) نام یک گونه از سرده جگن است.